# Jan Drda
Jan Drda, né le 4 avril 1915 à Příbram et mort le 28 novembre 1970 à Dobříš, est un romancier, nouvelliste, dramaturge, journaliste et homme politique tchécoslovaque.

## Biographie
Jan Drda naît le 4 avril 1915 à Příbram.
Il suit des études secondaires dans un « gymnasium classique » et étudie ensuite à la faculté de philosophie de l'université Charles à Prague.
Il est l'un des principaux représentants et propagateurs du réalisme socialiste. Sa carrière d'écrivain est étroitement liée à son travail de journaliste.
Il est célèbre dès son premier roman, Une petite ville dans le creux de la main (1940).
Membre du Parti communiste, il est de 1949 à 1956 secrétaire de l'Union des écrivains tchécoslovaques.
Il meurt le 28 novembre 1970 à Dobříš.